# Исикари (река)
Исика́ри (яп. 石狩川 исикаригава, устар. Ишикари) — река в Японии на острове Хоккайдо, самая длинная на острове, третья по длине и вторая по площади бассейна в Японии. Протекает по территории округов Камикава, Сорати и Исикари.
Длина реки составляет 268 км, на территории её бассейна (14330 км²) проживает около 3 млн 125 тыс. человек, около 37 % населения острова. Согласно японской классификации, Исикари является рекой первого класса.

## Этимология
Название возводится к айнскому исикарибецу — «сильно извивающаяся река», что отражает характер реки в нижнем течении.

## Течение
Исток реки находится на хребте Тайсецудзан под горой Исикари (высотой 1967 м). Исикари течёт по ущелью Соун, после чего протекает по впадине Камикава через город Асахикава, где в неё впадают реки Усиюбецу и Тюбецу. У деревни Камуикотан река выходит на широкую равнину Исикари, где в неё впадает множество притоков, важнейшими из которых являются Урю, Сорати, Юбари, Титосе, Тоёхира и канал Икусюмбецу. Исикари течёт по равнине на юг, но около Эбецу резко поворачивает на запад, протекает через Саппоро и впадает в залив Исикари Японского моря в одноимённом городе.
Основными притоками реки являются Тюбецу, Урю, Сорати и Тоёхира.

## Гидрография
Средний расход воды составляет 340 м³/с в Цукигата и 310 м³/с у моста Исикари, средний годичный максимум (обычно в сезон летних муссонов) составляет 3100 м³/с. Среднемесячный расход воды колеблется в пределах 150—1130 м³/с (данные 1999—2002 годов).

## История
После второй мировой войны, в связи с расширением города Саппоро, необходимостью бороться с паводками и для осушения болот под сельхохозяйственные земли, русло реки было значительно спрямлено каналами. Это привело к значительному укорочению реки, до постройки каналов длина реки достигала 365 км.
С 1899 по 1954 русло реки было спрямлено естественными процессами на 15 участках, после 1910 года люди стали намеренно спрямлять реку каналами. К общей сложности с 1918 по 1981 год длина реки сократилась на 58,13 км. На начало XXI века на реке и её притоках расположено 17 средних и малых плотин. В результате этих процессов вдоль реки образовалось множество пойменных озёр.

## Бассейн Исикари
Около 80 % бассейна реки занимает природная растительность, около 17 % — сельскохозяйственные земли, около 3 % застроено. Основной культурой в районе реки является рис.
Осадки в верховьях реки составляют 1042 мм в год (Асахикава), а низовьях 1227 мм в год, в среднем в бассейне Исикари выпадает 1300 мм осадков в год. Среднемесячная температура воздуха в низовьях реки колеблется в пределах 22,0 °C (август) — −4,1 °C (январь), в верховьях — в пределах 21,3 °C (август) — −7,5 °C (январь). Основное питание реки в верховьях — снежное, снег непрерывно лежит там с раннего декабря по конец апреля. Район Саппоро покрыт снегом с декабря по март; в среднем в год выпадает 630 см снега, глубина покрова составляет 38-108 см, средняя максимальная — 101 см.
В верховьях река протекает через породы юрского и мелового периода и серпентинит. Средняя концентрация взвешенных частиц в воде составляет 41,24 м³/км²/год. Средний объём взвешенных осадков, переносимых рекой, составляет 2,1 млн тон/год.

## Природа
Болота в пойме Исикари площадью 550 км² являются одними из крупнейших в Японии. Они сформировались около 4-5 тыс. лет назад в результате падения уровня моря. В конце XIX и начале XX века на них стало развиваться сельское хозяйство, при этом были построены дамбы, чтобы защитить поля от наводнений. Между 1950 и 1960 годами более 500 км² болот стали использоваться для сельского хозяйства.
Исследование 2001 года показало присутствие в реке различных загрязняющих веществ — 20 различных гербицидов, 12 фунгицидов и 13 инсектицидов.

## Наводнения
Паводок обычно два раза в году — после весеннего таяния снегов и после летних дождей. Крупнейшие наводнения на реке бывают вызваны летними муссонами, приносящими обильные дожди. Много осадков выпадает в сезоны дождей Байу и Акисамэ (соответственно июнь-август и август-октябрь). Снега начинают таять в марте, в результате в апреле расход воды в реке достинает максимума.
С конца XIX века крупнейшие наводнения происходили в 1898, 1961, 1962, 1975 и 1981 годах. Во время наводнения 1898 года погибло 112 человек и пострадало 18600 домов (было затоплено свыше 150 тыс. га), в 1962 году погибло 7 человек и пострадало 41200 домов, в 1975 году погибло 9 человек и пострадало 20600 домов.